# Darnell Mooney
Darnell Mooney (Gadsden, 29 ottobre 1997) è un giocatore di football americano statunitense che milita nel ruolo di wide receiver per gli Atlanta Falcons della National Football League (NFL).

## Carriera

### Chicago Bears
Mooney al college giocò a football a Tulane dal 2016 al 2019. Kmet fu scelto nel corso del quinto giro (173º assoluto) del Draft NFL 2020 dai Chicago Bears. Debuttò come professionista nella settimana 1 contro i Detroit Lions ricevendo 3 passaggi per 38 yard dal quarterback Mitchell Trubisky. Nel turno seguente segnò il suo primo touchdown nella vittoria sui New York Giants. Nell'ultima turno ebbe la sua miglior partita della sua prima stagione ricevendo 11 passaggi per 93 yard contro i Green Bay Packers. Nel finale del match subì però un infortunio che lo costrinse a saltare la partita di playoff contro i New Orleans Saints. La sua stagione da rookie si concluse con 61 ricezioni per 631 yard e 4 touchdown.

### Atlanta Falcons
Il 12 marzo 2024 Mooney firmò con gli Atlanta Falcons un contratto triennale del valore di 39 milioni di dollari. Nel quinto turno ricevette dal quarterback Kirk Cousins 9 passaggi per 105 yard e 2 touchdown nella vittoria ai tempi supplementari contro i Tampa Bay Buccaneers.